# Хурма кавказская
Хурма кавказская, или Хурма обыкновенная (лат. Diospyros lotus) — растение семейства Эбеновые (Ebenaceae), вид рода Хурма, произрастающее в субтропических районах Евразии.

## Биологическое описание
Хурма кавказская — это листопадное дерево высотой 2—10 (до 15—25) метров с тёмно-серой или серовато-коричневой трещиноватой корой.
Листья блестящие, кожистые, эллиптической или широко-ланцетной, иногда продолговато-яйцевидной формы, 4,5—14 см длиной и 1,9—6,6 см шириной.
Женские цветки маленькие зеленоватые или красноватые. Цветение наблюдается в мае-июне.
Плоды представляют собой ягоды с сочной мякотью, 1—2 см диаметром, жёлтые при созревании и синевато-чёрные (тёмно-фиолетовые) с сизоватым налётом, когда поспеют. Плоды созревают в октябре-ноябре. На один плод приходится от 2 до 8 семян. Семена с тонкой кожурой и очень твёрдым эндоспермом. 
Является орнитохором и антропохором, так как использует для собственного расселения птиц и людей, привлекая их съедобными плодами.
|                                         |  |  |
| Хурма кавказская: плоды, листья и ствол |  |  |

## Распространение

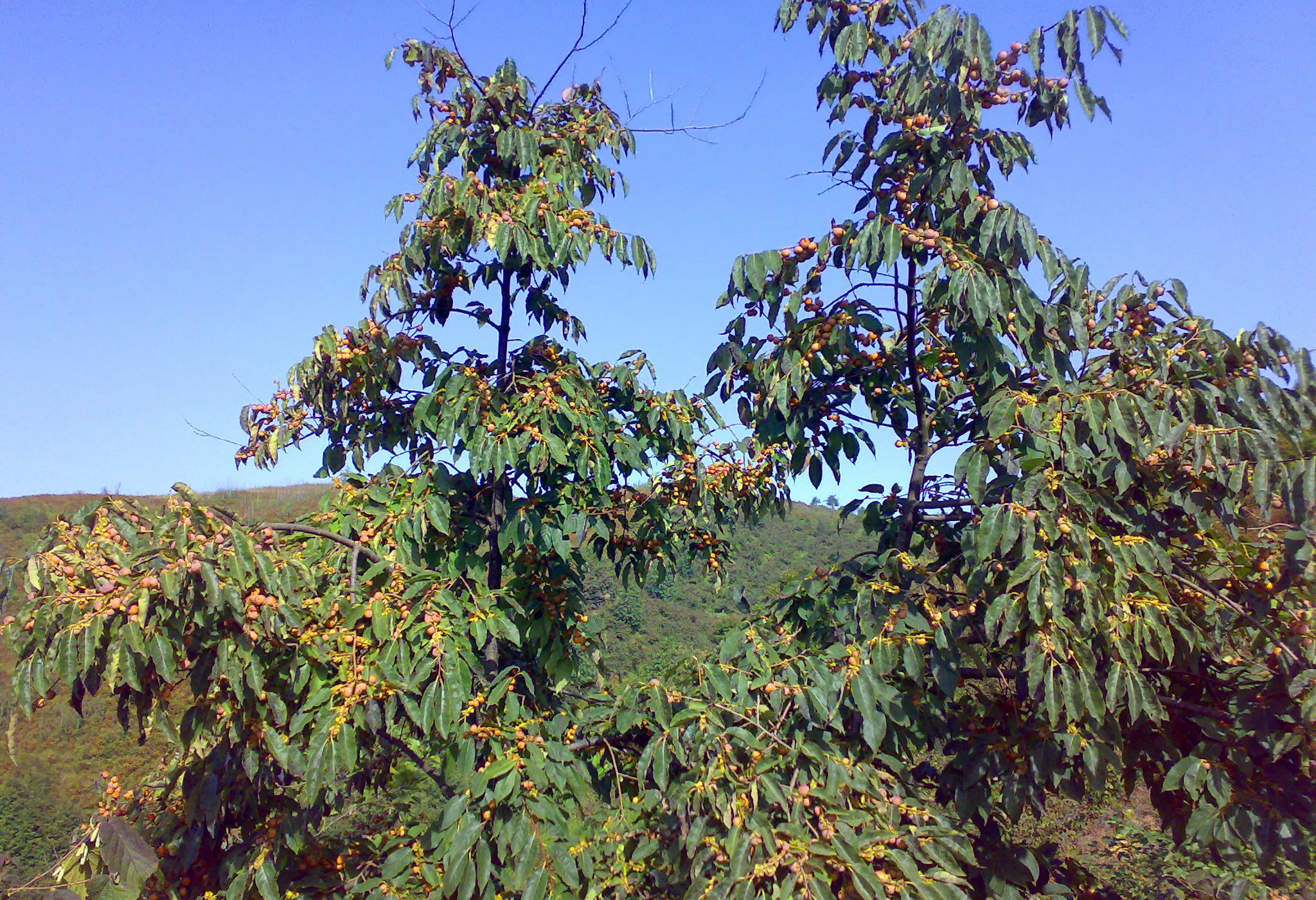
Хурма кавказская в Турции

Имеются противоречивые данные о естественном ареале этого вида хурмы. Согласно информации предоставленной WFO, он простирается от Кореи через Китай и Северную Индию до Турции. На карте распространения показано, что северная граница ареала проходит по российской части Кавказа, Таджикистану и Дунбэю. Интродуцирована  в Японию, страны Западной и Южной Европы. Культивируется в пределах своего ареала, а также в США и Северной Африке. 
Хурму обыкновенную завезли на Северо-Западный Кавказ в конце XIX века. Сперва её интродуцировали в Абхазию. В Сочи она попала, вероятно, из Абхазии. В настоящее время хурма кавказская захватывает новые территории на побережье Чёрного и Средиземного морей, став потенциально инвазивным видом. Процесс её натурализации в Центральной Европе только начался. В Красной книге Краснодарского края говорится о том, что занятая хурмой обыкновенной площадь и численность особей этого вида, напротив, сокращаются.

## Экология
Дерево растёт по долинам рек и на склонах, в нижнем и среднем горных поясах, на Кавказе обычно до 600 м над уровнем моря, в Средней Азии оно поднимается выше — до 2000 м. 
Встречается в листопадных, смешанных широколиственных и вечнозелёных широколиственных лесах. Входит в состав вторичных лесов на разных стадиях восстановительной сукцессии, но обнаружена также в коренных климаксовых лесах.
Хурма кавказская не требовательна к почве, может расти на каменистых склонах и скалах. 
Светолюбива, поэтому хорошо очищается от сучьев, что придаёт её стволам колоннообразный вид. 
Мезофит. Не терпит заболоченные местообитания.
Выдерживает морозы до -20 °С.

## Охрана

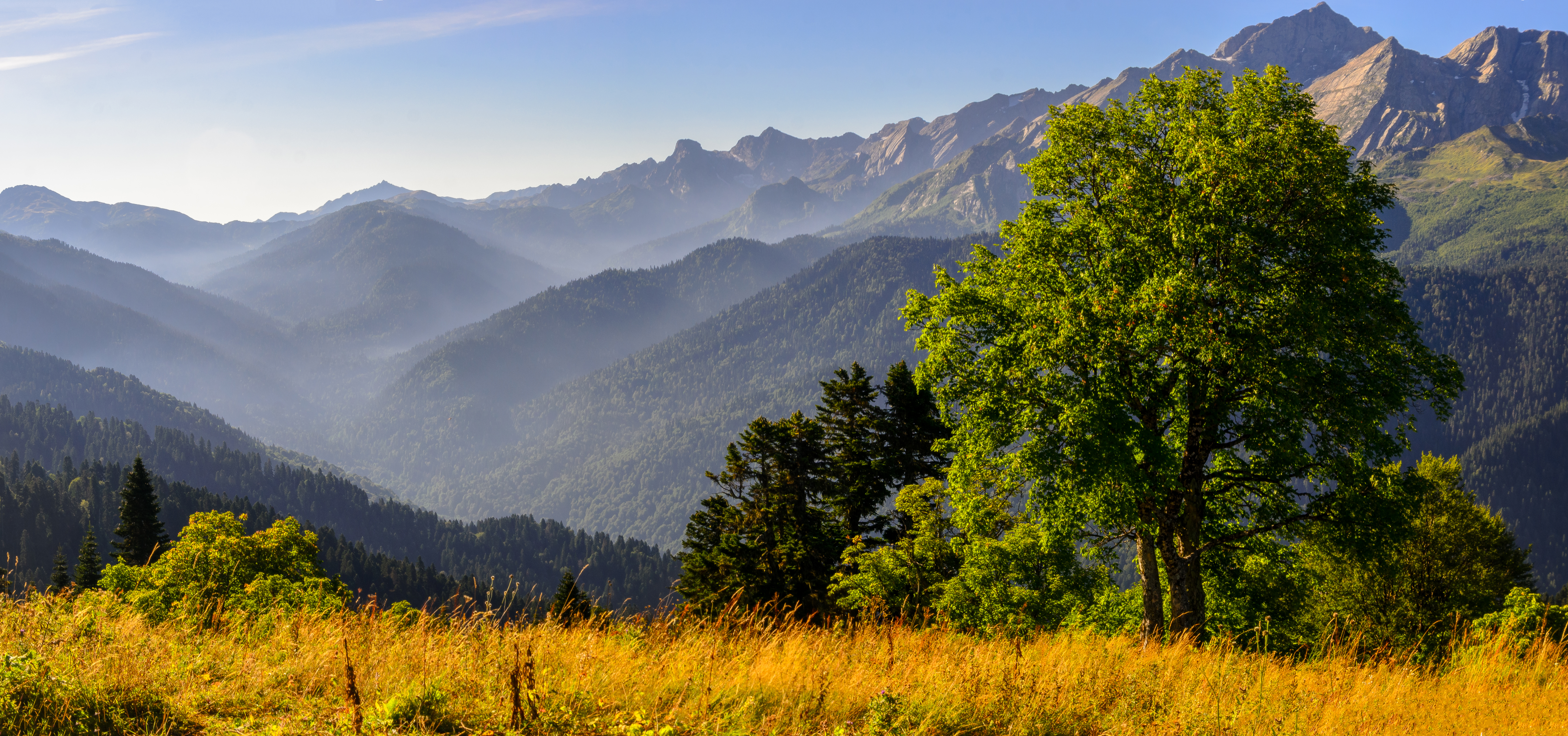
Сочинский национальный парк

Хурма обыкновенная содержится в Перечне объектов растительного мира, занесённых в Красную книгу Российской Федерации (2023 г.). Имеет третью категорию редкости и статус уязвимого вида. Занесена в региональные Красные книги Краснодарского края (2017 г.) и Дагестана (2009 г.). Дагестанские популяции аборигенной или одичавшей хурмы находятся в окрестностях Дербента и в горах Большого Кавказа, недалеко от Буйнакска. Хурма кавказская также включена в Красные книги Азербайджана и Узбекистана. Указывается для Гиссарского хребта.
На территории России охраняется в Сочинском национальном парке. Рекомендуется создание заказников в местах произрастания дагестанских популяций дикой хурмы. За пределами России встречается в Гирканском национальном парке, обнаружена в заповедниках: Фопин, Далаолин, Фаньцзиншань и других.

## Леса, в которых растёт хурма кавказская

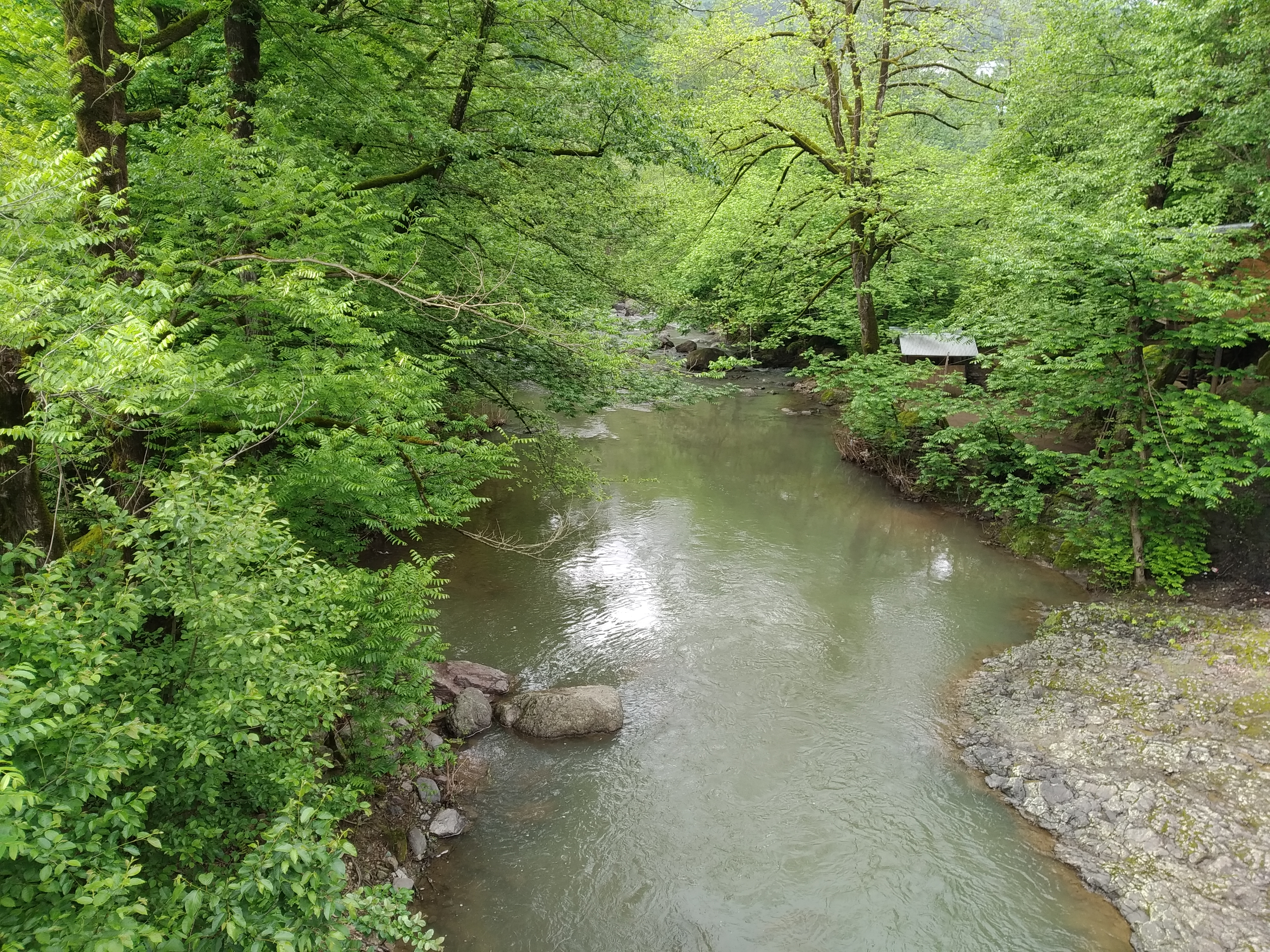
Гирканский национальный парк в Азербайджане

Хурма обыкновенная встречается с наибольшей частотой в расположенных на севере Ирана предгорных гирканских лесах. На восточном фланге ареала, проективное покрытие хурмы кавказской увеличивается на нижних склонах гор, прилегающих к Великой Китайской равнине. В удалённых от густонаселённых мест среднегорьях хурма наблюдается реже, но при этом она зарегистрирована в нескольких заповедниках. Чистые древостои образует редко. Входит в состав умеренных (теплоумеренных) листопадных лесов, смешанных широколиственных лесов и субтропических вечнозелёных широколиственных лесов. Хурма наиболее многочисленна в тех низкогорных лесах Кореи, в которых доминирует, сочетаясь с дубами, сосна густоцветковая.

### Умеренные листопадные леса
К умеренным (теплоумеренным) листопадным лесам относятся эвксинские (колхидские) и гирканские леса, наряду с лесами, расположенными в Корее и нескольких регионах Китая. Все эти леса покрывают различные формы рельефа: низменности, долины горных рек, предгорья и горы. Леса низменностей и долин влажные, образованы ольхой чёрной, лапиной ясенелистной и тополем (Populus caspica). Леса предгорий и низкогорий бывают влажными, мезофитными или сухими. Ольха сердцелистная доминирует во влажных лесах. Мезофитные леса сложены дубом скальным или дубом каштанолистным, грабом обыкновенным, каштаном посевным, дзельквой граболистной и парротией персидской. В засушливом Северном Китае леса сформированы дубом изменчивым. Юго-восточнее, ближе к Тихому океану, ему содоминируют дуб острейший, Quercus fabri, иногда каштан Генри. Растущие выше горные леса характеризуются преобладанием бука восточного в Иране, дуба чуждого (Quercus aliena) в Китае и дуба пильчатого в Корее.

### Смешанные широколиственные леса

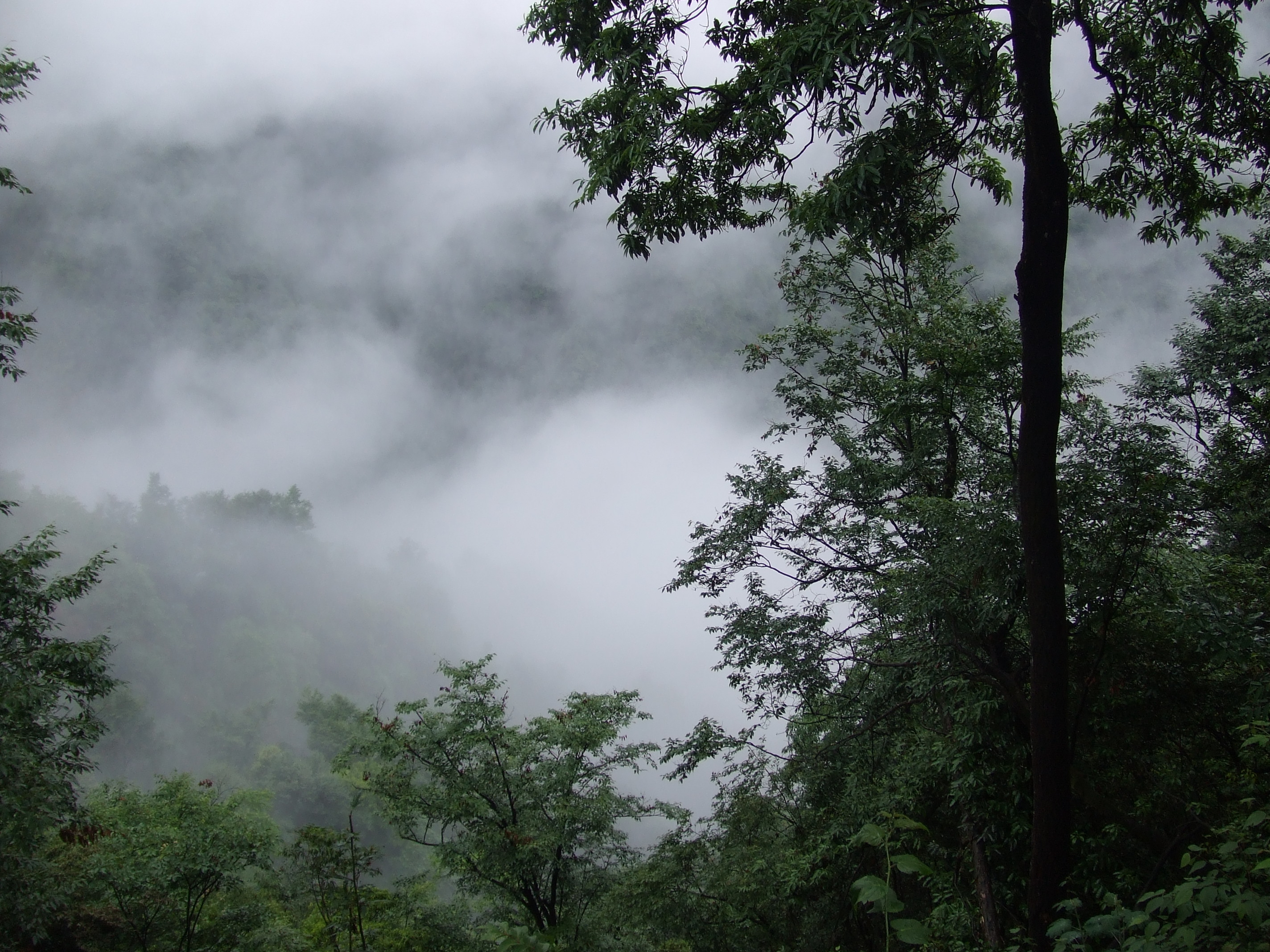
Гора и заповедник Фаньцзиншань

Смешанные широколиственные леса состоят из листопадных и вечнозелёных деревьев. Занимают нижние и средние высоты (более 600—1000 м) на юге гор Циньлин и средние высоты в горах Улиншань, а также на прилегающей к ним окраине Юньнань-Гуйчжоуского нагорья. Они сложены буком сияющим (Fagus lucida), буком длинночерешковым (Fagus longipetiolata), буком Энглера (Fagus engleriana) и вечнозелёными видами дуба (Quercus multinervis, Quercus stewardiana и др.), которым местами содоминируют каштан Генри и камнеплодник (Lithocarpus cleistocarpus). По долинам рек растёт лапина (Pterocarya hupehensis) совместно с давидией, дзельквой (Zelkova sinica), вечнозелёным дубом (Quercus dolicholepis) и каштанником (Castanopsis carlesii).

### Субтропические вечнозелёные широколиственные леса
Субтропические вечнозелёные широколиственные леса встречаются в горах Восточного и Юго-Западного Китая. Они образованы дубом сизым, неуточнённым видом камнеплодника, каштанником (Castanopsis sclerophylla, Castanopsis carlesii или Castanopsis fargesii), шимой (Schima) и некоторыми представителями семейства лавровых. Хотя эти леса признаны вечнозелёными, они включают в себя листопадные деревья. Примерами таковых являются: каркас Бионди, токсикодендрон сочный и Engelhardia spicata.
Низкогорные леса, образованные Castanopsis fargesii и Castanopsis carlesii, являются частью коллективной группы Schima-Castanopsis. Как видно из названия этой группы, видам кастанопсиса сопутствует шима, точнее шима роскошная. Леса из Castanopsis sclerophylla флористически ближе к более сухим лесам, сформированным дубом сизым при участии камнеплодника (Lithocarpus glaber). Некоторые вечнозелёные магнолии (Magnolia lotungensis) и лавровые (Neolitsea aurata и Lindera aggregata) свойственны каштанниковым лесам, но многие другие являются выходцами из долинных влажных лесов, относящихся к коллективной группе Cinnamomum-Machilus (например Magnolia maudiae, Machilus pauhoi, коричник японский и т. д.).

## Использование
Плоды хурмы кавказской съедобны и содержат много сахаров, яблочную кислоту и витамины. Используются в пищу свежие, прихваченные морозом, чаще сушёные. Сушкой и морозом уничтожается их терпкость.
Кроме того, в странах Закавказья из хурмы изготовляют крепкие спиртные напитки — это не только традиционный домашний самогон, но и заводская продукция типа европейского шнапса.

Грузинский крепкий алкогольный напиток из хурмы

## В филателии

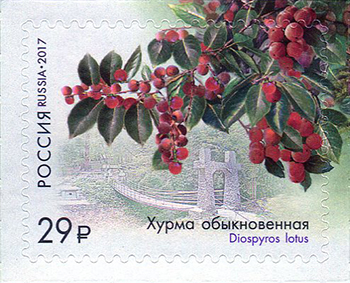
Почтовая марка России, 2017 год  (ЦФА [АО «Марка»] № 2210)